# 普賴爾公園景觀花園
普賴爾公園景觀花園（英語：Prior Park Landscape Garden）是位於英國索美塞特郡城市巴斯南部的一座景觀花園，修建於18世紀。現在普賴爾公園景觀花園由國家名勝古蹟信託所有。這座花園在歐洲大陸被認為是英式庭園的典型代表。

## 外部連結
- Prior Park Landscape Garden information at the National Trust （页面存档备份，存于）
- Bath Skyline information at the National Trust （页面存档备份，存于）

51°22′02″N 2°20′37″W / 51.3672°N 2.3437°W